# Kleinbrembach
Kleinbrembach är en ortsteil i kommunen Buttstädt i Landkreis Sömmerda i förbundslandet Thüringen i Tyskland. Kleinbrembach var en kommun fram till den 1 januari 2019 när den uppgick i Buttstädt. Kleinbrembach hade 304 invånare 2018.